# Eleições parlamentares europeias de 1999
As eleições parlamentares europeias de 1999 foram realizadas nos 15 Estados Membros da União Europeia, em 10, 11 e 13 de Junho de 1999. A afluência às urnas foi de 49,8%; na Bélgica e no Luxemburgo, o voto é obrigatório e onde as eleições nacionais foram realizadas nesse mesmo dia. Esta foi a primeira eleição em que a Áustria, a Finlândia e a Suécia votaram ao lado dos outros Estados Membros, e que aderiram em 1995 e votado separadamente. O eleitorado era composto por 288 milhões de eleitores.

## Resultados
| Eleições parlamentares europeias de 1999 - Resultados anunciados em 20 de Julho de 1999 | Eleições parlamentares europeias de 1999 - Resultados anunciados em 20 de Julho de 1999 | Eleições parlamentares europeias de 1999 - Resultados anunciados em 20 de Julho de 1999 | Eleições parlamentares europeias de 1999 - Resultados anunciados em 20 de Julho de 1999 | Eleições parlamentares europeias de 1999 - Resultados anunciados em 20 de Julho de 1999 | Eleições parlamentares europeias de 1999 - Resultados anunciados em 20 de Julho de 1999 | Eleições parlamentares europeias de 1999 - Resultados anunciados em 20 de Julho de 1999 |
| Grupo                                                                                   | Grupo                                                                                   | Ideologia                                                                               | Presidido por                                                                           | MEPs                                                                                    | MEPs                                                                                    | MEPs                                                                                    |
| --------------------------------------------------------------------------------------- | --------------------------------------------------------------------------------------- | --------------------------------------------------------------------------------------- | --------------------------------------------------------------------------------------- | --------------------------------------------------------------------------------------- | --------------------------------------------------------------------------------------- | --------------------------------------------------------------------------------------- |
|                                                                                         | EPP-ED                                                                                  | Democracia cristã, Conservadorismo                                                      | Hans-Gert Pöttering                                                                     | 233                                                                                     |                                                                                         |                                                                                         |
|                                                                                         | PES                                                                                     | Social-democracia                                                                       | Enrique Barón Crespo                                                                    | 180                                                                                     |                                                                                         |                                                                                         |
|                                                                                         | ELDR                                                                                    | Liberalismo                                                                             | Pat Cox                                                                                 | 50                                                                                      |                                                                                         |                                                                                         |
|                                                                                         | G–EFA                                                                                   | Ecologismo, Ambientalismo, Regionalismo                                                 | Heidi Hautala Paul Lannoye                                                              | 48                                                                                      |                                                                                         |                                                                                         |
|                                                                                         | GUE/NGL                                                                                 | Socialismo, Comunismo, Ecossocialismo, Marxismo                                         | Francis Wurtz                                                                           | 42                                                                                      |                                                                                         |                                                                                         |
|                                                                                         | UEN                                                                                     | Nacionalismo, Conservadorismo, Gaullismo                                                | Charles Pasqua                                                                          | 31                                                                                      |                                                                                         |                                                                                         |
|                                                                                         | EDD                                                                                     | Eurocepticismo                                                                          | Jens-Peter Bonde                                                                        | 16                                                                                      |                                                                                         |                                                                                         |
|                                                                                         | TGI                                                                                     | Misto                                                                                   | Gianfranco dell'Alba Francesco Speroni                                                  | 18                                                                                      |                                                                                         |                                                                                         |
|                                                                                         | NI                                                                                      | Independentes                                                                           | nenhum                                                                                  | 8                                                                                       | Total: 626                                                                              | Fontes:                                                                                 |

## Partido vencedor por País
| País          | Partido | Partido                         | Votos      | %    | Deputados |
| ------------- | ------- | ------------------------------- | ---------- | ---- | --------- |
| Alemanha      |         | União Democrata-Cristã          | 10 628 224 | 39,3 | 43 / 99   |
| Áustria       |         | Partido Social-Democrata        | 888 338    | 31,7 | 7 / 21    |
| Bélgica       |         | Liberais e Democratas Flamengos | 847 099    | 13,6 | 3 / 25    |
| Dinamarca     |         | Venstre                         | 460 834    | 23,4 | 5 / 16    |
| Espanha       |         | Partido Popular                 | 8 410 993  | 39,7 | 27 / 64   |
| Finlândia     |         | Partido da Coligação Nacional   | 313 960    | 25,3 | 4 / 16    |
| França        |         | Partido Socialista              | 3 873 901  | 22,0 | 22 / 87   |
| Grécia        |         | Nova Democracia                 | 2 314 371  | 36,0 | 9 / 25    |
| Irlanda       |         | Fianna Fáil                     | 537 757    | 38,6 | 6 / 15    |
| Itália        |         | Força Itália                    | 7 813 948  | 25,2 | 22 / 87   |
| Luxemburgo    |         | Partido Popular Social Cristão  | 321 021    | 31,7 | 2 / 6     |
| Países Baixos |         | Apelo Democrata-Cristão         | 951 898    | 26,9 | 9 / 31    |
| Portugal      |         | Partido Socialista              | 1 493 146  | 43,1 | 12 / 25   |
| Reino Unido   |         | Partido Conservador             | 3 578 218  | 35,8 | 36 / 87   |
| Suécia        |         | Partido Social Democrata        | 657 497    | 26,0 | 6 / 22    |

## Partidos por Grupos

### Grupo do Partido Popular Europeu - Democratas Europeus (EPP-ED)
| País          | Partido                        | Deputados | CI.  | Resultado    |
| ------------- | ------------------------------ | --------- | ---- | ------------ |
| Alemanha      | União Democrata-Cristã         | 43 / 99   | 1.º  | 39,3 / 100,0 |
| Alemanha      | União Social-Cristã            | 10 / 99   | 3.º  | 9,4 / 100,0  |
| Áustria       | Partido Popular Austríaco      | 7 / 21    | 2.º  | 30,7 / 100,0 |
| Bélgica       | Partido Popular Cristão        | 3 / 14    | 2.º  | 21,7 / 100,0 |
| Bélgica       | Partido Social Cristão         | 1 / 10    | 4.º  | 13,3 / 100,0 |
| Bélgica       | Partido Social Cristão         | 1 / 1     | 1.º  | 36,5 / 100,0 |
| Dinamarca     | Partido Popular Conservador    | 1 / 16    | 5.º  | 8,5 / 100,0  |
| Espanha       | Partido Popular                | 27 / 64   | 1.º  | 39,7 / 100,0 |
| Espanha       | União Democrática da Catalunha | 1 / 64    | 4.º  | 4,4 / 100,0  |
| Finlândia     | Partido da Coligação Nacional  | 4 / 16    | 1.º  | 25,3 / 100,0 |
| Finlândia     | Partido Democrata-Cristão      | 1 / 16    | 7.º  | 2,4 / 100,0  |
| França        | Reagrupamento para a República | 12 / 87   | 3.º  | 12,8 / 100,0 |
| França        | União pela Democracia Francesa | 9 / 87    | 5.º  | 9,3 / 100,0  |
| Grécia        | Nova Democracia                | 9 / 25    | 1.º  | 36,0 / 100,0 |
| Irlanda       | Fine Gael                      | 4 / 15    | 2.º  | 24,6 / 100,0 |
| Irlanda       | Independente                   | 1 / 15    |      |              |
| Itália        | Força Itália                   | 22 / 87   | 1.º  | 25,2 / 100,0 |
| Itália        | Partido Popular Italiano       | 4 / 87    | 8.º  | 4,2 / 100,0  |
| Itália        | Centro Cristão Democrático     | 2 / 87    | 9.º  | 2,6 / 100,0  |
| Itália        | Democratas Cristãos Unidos     | 2 / 87    | 11.º | 2,2 / 100,0  |
| Itália        | UDEUR                          | 1 / 87    | 14.º | 1,6 / 100,0  |
| Itália        | Renovamento Italiano           | 1 / 87    | 16.º | 1,1 / 100,0  |
| Itália        | Partido dos Pensionistas       | 1 / 87    | 17.º | 0,8 / 100,0  |
| Itália        | Partido Popular Sul Tirolês    | 1 / 87    | 19.º | 0,5 / 100,0  |
| Luxemburgo    | Partido Popular Social Cristão | 2 / 6     | 1.º  | 31,7 / 100,0 |
| Países Baixos | Apelo Democrata-Cristão        | 9 / 31    | 1.º  | 26,9 / 100,0 |
| Portugal      | Partido Social Democrata       | 8 / 25    | 2.º  | 31,1 / 100,0 |
| Reino Unido   | Partido Conservador            | 36 / 84   | 1.º  | 35,8 / 100,0 |
| Reino Unido   | Partido Unionista do Ulster    | 1 / 3     | 3.º  | 17,6 / 100,0 |
| Suécia        | Partido Moderado               | 5 / 22    | 2.º  | 20,8 / 100,0 |
| Suécia        | Os Democratas Cristãos         | 2 / 22    | 6.º  | 7,6 / 100,0  |

### Grupo do Partido Socialista Europeu (PES)
| País          | Partido                                | Deputados | CI.  | Resultado    |
| ------------- | -------------------------------------- | --------- | ---- | ------------ |
| Alemanha      | Partido Social-Democrata               | 33 / 99   | 2.º  | 30,7 / 100,0 |
| Áustria       | Partido Social-Democrata               | 7 / 21    | 1.º  | 31,7 / 100,0 |
| Bélgica       | Partido Socialista - Diferente         | 2 / 14    | 4.º  | 14,2 / 100,0 |
| Bélgica       | Partido Socialista                     | 3 / 10    | 2.º  | 25,8 / 100,0 |
| Dinamarca     | Partido Social-Democrata               | 3 / 16    | 2.º  | 16,5 / 100,0 |
| Espanha       | Partido Socialista Operário Espanhol   | 24 / 64   | 2.º  | 35,3 / 100,0 |
| Finlândia     | Partido Social-Democrata               | 3 / 16    | 3.º  | 17,9 / 100,0 |
| França        | Partido Socialista                     | 22 / 87   | 1.º  | 22,0 / 100,0 |
| Grécia        | Movimento Socialista Pan-helénico      | 9 / 25    | 2.º  | 32,9 / 100,0 |
| Irlanda       | Partido Trabalhista                    | 1 / 15    | 3.º  | 8,7 / 100,0  |
| Itália        | Democratas de Esquerda                 | 15 / 87   | 2.º  | 17,3 / 100,0 |
| Itália        | Socialistas Democráticos Italianos     | 2 / 87    | 10.º | 2,2 / 100,0  |
| Luxemburgo    | Partido Socialista dos Trabalhadores   | 2 / 6     | 2.º  | 23,6 / 100,0 |
| Países Baixos | Partido do Trabalho                    | 6 / 31    | 2.º  | 20,1 / 100,0 |
| Portugal      | Partido Socialista                     | 12 / 25   | 1.º  | 43,1 / 100,0 |
| Reino Unido   | Partido Trabalhista                    | 29 / 84   | 2.º  | 28,0 / 100,0 |
| Reino Unido   | Partido Social Democrata e Trabalhista | 1 / 3     | 2.º  | 28,1 / 100,0 |
| Suécia        | Partido Social Democrata               | 6 / 22    | 1.º  | 26,0 / 100,0 |

### Grupo do Partido dos Liberais, Democratas e Reformistas (ELDR)
| País          | Partido                                       | Deputados | CI.  | Resultado    |
| ------------- | --------------------------------------------- | --------- | ---- | ------------ |
| Bélgica       | Liberais e Democratas Flamengos               | 3 / 14    | 1.º  | 21,9 / 100,0 |
| Bélgica       | Partido Reformador Liberal                    | 2 / 10    | 1.º  | 27,0 / 100,0 |
| Bélgica       | Frente Democrática dos Francófonos            | 1 / 10    | 1.º  | 27,0 / 100,0 |
| Dinamarca     | Venstre                                       | 5 / 16    | 1.º  | 23,4 / 100,0 |
| Dinamarca     | Partido Social-Liberal                        | 1 / 16    | 4.º  | 9,1 / 100,0  |
| Espanha       | Convergência Democrática da Catalunha         | 2 / 64    | 4.º  | 4,4 / 100,0  |
| Espanha       | Coligação Canária                             | 1 / 64    | 5.º  | 3,2 / 100,0  |
| Finlândia     | Partido do Centro                             | 4 / 16    | 2.º  | 21,3 / 100,0 |
| Finlândia     | Partido Popular Sueco da Finlândia            | 1 / 16    | 6.º  | 6,8 / 100,0  |
| Irlanda       | Independente                                  | 1 / 15    |      |              |
| Itália        | Os Democratas                                 | 6 / 87    | 5.º  | 7,7 / 100,0  |
| Itália        | Partido Republicano Italiano                  | 1 / 87    | 18.º | 0,5 / 100,0  |
| Luxemburgo    | Partido Democrata                             | 1 / 6     | 3.º  | 20,5 / 100,0 |
| Países Baixos | Partido Popular para a Liberdade e Democracia | 6 / 31    | 3.º  | 19,7 / 100,0 |
| Países Baixos | Democratas 66                                 | 2 / 31    | 6.º  | 5,8 / 100,0  |
| Reino Unido   | Liberal Democratas                            | 10 / 87   | 3.º  | 12,7 / 100,0 |
| Suécia        | Partido Popular Liberal                       | 3 / 22    | 4.º  | 13,9 / 100,0 |
| Suécia        | Partido do Centro                             | 1 / 22    | 7.º  | 6,0 / 100,0  |

### Grupo dos Verdes/Aliança Livre Europeia (G/EFA)
| País          | Partido                                        | Deputados | CI.  | Resultado    |
| ------------- | ---------------------------------------------- | --------- | ---- | ------------ |
| Alemanha      | Aliança 90/Os Verdes                           | 7 / 99    | 4.º  | 6,4 / 100,0  |
| Áustria       | Os Verdes - Alternativa Verde                  | 2 / 21    | 4.º  | 9,3 / 100,0  |
| Bélgica       | Agalev                                         | 2 / 14    | 6.º  | 12,0 / 100,0 |
| Bélgica       | União Popular                                  | 2 / 14    | 5.º  | 12,2 / 100,0 |
| Bélgica       | Ecolo                                          | 3 / 10    | 3.º  | 22,7 / 100,0 |
| Espanha       | Partido Aragonês                               | 1 / 64    | 5.º  | 3,2 / 100,0  |
| Espanha       | Eusko Alkartasuna                              | 1 / 64    | 6.º  | 2,9 / 100,0  |
| Espanha       | Partido Nacionalista Basco                     | 1 / 64    | 6.º  | 2,9 / 100,0  |
| Espanha       | Bloco Nacionalista Galego                      | 1 / 64    | 7.º  | 1,7 / 100,0  |
| Finlândia     | Aliança dos Verdes                             | 2 / 16    | 4.º  | 13,4 / 100,0 |
| França        | Os Verdes                                      | 9 / 87    | 4.º  | 9,7 / 100,0  |
| Irlanda       | Partido Verde                                  | 2 / 15    | 4.º  | 6,7 / 100,0  |
| Itália        | Federação dos Verdes                           | 2 / 87    | 13.º | 1,8 / 100,0  |
| Luxemburgo    | Os Verdes                                      | 1 / 6     | 4.º  | 10,7 / 100,0 |
| Países Baixos | Esquerda Verde                                 | 4 / 31    | 4.º  | 11,9 / 100,0 |
| Reino Unido   | Partido Verde da Inglaterra e do País de Gales | 2 / 84    | 5.º  | 6,3 / 100,0  |
| Reino Unido   | Partido Nacional Escocês                       | 2 / 84    | 6.º  | 2,7 / 100,0  |
| Reino Unido   | Plaid Cymru                                    | 2 / 84    | 7-º  | 1,9 / 100,0  |
| Suécia        | Partido Verde                                  | 2 / 22    | 5.º  | 9,5 / 100,0  |

### Grupo da Esquerda Unitária Europeia/Esquerda Nórdica Verde (GUE/NGL)
| País          | Partido                           | Deputados | CI.  | Resultado    |
| ------------- | --------------------------------- | --------- | ---- | ------------ |
| Alemanha      | Partido do Socialismo Democrático | 6 / 99    | 5.º  | 5,8 / 100,0  |
| Dinamarca     | Partido Popular Socialista        | 1 / 16    | 7.º  | 7,1 / 100,0  |
| Espanha       | Esquerda Unida                    | 4 / 64    | 3.º  | 5,8 / 100,0  |
| Finlândia     | Aliança de Esquerda               | 1 / 16    | 5.º  | 9,1 / 100,0  |
| França        | Partido Comunista Francês         | 6 / 87    | 6.º  | 6,8 / 100,0  |
| França        | Luta Operária                     | 3 / 87    | 9.º  | 5,2 / 100,0  |
| França        | Liga Comunista Revolucionária     | 2 / 87    | 9.º  | 5,2 / 100,0  |
| Grécia        | Partido Comunista da Grécia       | 3 / 25    | 3.º  | 8,7 / 100,0  |
| Grécia        | Movimento Democrático Social      | 2 / 25    | 4.º  | 6,9 / 100,0  |
| Grécia        | Synaspismós                       | 2 / 25    | 5.º  | 5,2 / 100,0  |
| Itália        | Partido da Refundação Comunista   | 4 / 87    | 7.º  | 4,3 / 100,0  |
| Itália        | Partido dos Comunistas Italianos  | 2 / 87    | 12.º | 2,0 / 100,0  |
| Países Baixos | Partido Socialista                | 1 / 31    | 7.º  | 5,0 / 100,0  |
| Portugal      | Partido Comunista Português       | 2 / 25    | 3.º  | 10,3 / 100,0 |
| Suécia        | Partido da Esquerda               | 3 / 22    | 3.º  | 15,8 / 100,0 |

### Grupo da União para a Europa das Nações (UEN)
| País      | Partido                     | Deputados | CI. | Resultado    |
| --------- | --------------------------- | --------- | --- | ------------ |
| Dinamarca | Partido Popular Dinamarquês | 1 / 16    | 8.º | 5,8 / 100,0  |
| França    | Reagrupamento pela França   | 13 / 87   | 2.º | 13,1 / 100,0 |
| Irlanda   | Fianna Fáil                 | 6 / 15    | 1.º | 38,6 / 100,0 |
| Itália    | Aliança Nacional            | 9 / 87    | 3.º | 10,3 / 100,0 |
| Portugal  | Partido Popular             | 2 / 25    | 4.º | 8,2 / 100,0  |

### Grupo da Europa das Democracias e Diversidades (EDD)
| País          | Partido                          | Deputados | CI. | Resultado    |
| ------------- | -------------------------------- | --------- | --- | ------------ |
| Dinamarca     | Movimento de Junho               | 3 / 16    | 3.º | 16,1 / 100,0 |
| Dinamarca     | Movimento Popular contra a UE    | 1 / 16    | 6.º | 7,3 / 100,0  |
| França        | Caça, Pesca, Natureza, Tradições | 6 / 87    | 7.º | 6,8 / 100,0  |
| Países Baixos | Federação Política Reformada     | 1 / 31    | 5.º | 8,7 / 100,0  |
| Países Baixos | Liga Política Reformada          | 1 / 31    | 5.º | 8,7 / 100,0  |
| Países Baixos | Partido Político Reformado       | 1 / 31    | 5.º | 8,7 / 100,0  |
| Reino Unido   | UKIP                             | 3 / 84    | 4.º | 7,0 / 100,0  |

### Grupo Técnico dos Independentes (GTI)
| País    | Partido           | Deputados | CI.  | Resultado    |
| ------- | ----------------- | --------- | ---- | ------------ |
| Bélgica | Vlaams Blok       | 2 / 14    | 3.º  | 15,1 / 100,0 |
| França  | Frente Nacional   | 5 / 87    | 8.º  | 5,7 / 100,0  |
| Itália  | Lista Emma Bonino | 7 / 87    | 4.º  | 8,5 / 100,0  |
| Itália  | Liga Norte        | 3 / 87    | 6.º  | 4,5 / 100,0  |
| Itália  | Chama Tricolor    | 1 / 87    | 15.º | 1,6 / 100,0  |

### Grupo dos Não-Inscritos (NI)
| País        | Partido                         | Deputados | CI. | Resultado    |
| ----------- | ------------------------------- | --------- | --- | ------------ |
| Áustria     | Partido da Liberdade da Áustria | 5 / 21    | 3.º | 23,4 / 100,0 |
| Espanha     | Herri Batasuna                  | 1 / 64    | 8.º | 1,5 / 100,0  |
| Itália      | Liga Norte                      | 1 / 87    | 6.º | 4,5 / 100,0  |
| Reino Unido | Partido Unionista Democrático   | 1 / 3     | 1.º | 28,4 / 100,0 |